# Carex rhizina
Carex rhizina é uma espécie de Carex.
É nativa da Eurásia temperada.